# ژان فیلیپ کایله
ژان فیلیپ کایله (انگلیسی: Jean-Philippe Caillet؛ زادهٔ ۲۴ ژوئن ۱۹۷۷) بازیکن فوتبال اهل فرانسه است.
از باشگاه‌هایی که در آن بازی کرده‌است می‌توان به باشگاه فوتبال لیتکس لووچ، باشگاه فوتبال اف۹۱ دودلانژ، باشگاه فوتبال کلرمون فوت، باشگاه فوتبال کان، باشگاه فوتبال تیانجین تایگرز، باشگاه فوتبال خنک، و باشگاه فوتبال متس اشاره کرد.